# The end of shite
「the end of shite」YUKI的第1张单曲。

## 简介
- 2002年2月6日由EPIC Records Japan发行[1]，JUDY AND MARY解散后的第一张单曲。
- 全收录曲由日暮愛葉（SEAGULL SCREAMING KISS HER KISS HER）作词・作曲・制作[2]。YUKI并未参与词曲的制作。是YUKI单飞后唯一未参与作词的单曲。
- 因为PV中YUKI有将手伸进裙子里的镜头，被许多电视台认为是过激片段而禁止播出。这个动作也出现在单曲的封面上，但YUKI说是「因为是单飞的开始『不得不一个人独自开始』」的意思（出自专辑five-star的寄语）。
- 2003年9月10日，日暮愛葉的单曲「NEW LIFE」中收录了自己的翻唱版本[3]。

## 收录曲
（全作词・作曲・编曲：日暮愛葉）
1.the end of shite
- 丰田汽车「WiLL VS」广告歌曲（本人出演）[4]

2.bed
3.Count Backwards

## 收录专辑
- PRISMIC（#1）